# Selkäsaaret (ö i Finland, Norra Savolax, Norra Savolax, lat 63,26, long 26,29)
Selkäsaaret är en öar i Finland. De ligger i sjön Nilakka och i kommunen Keitele i den ekonomiska regionen  Övre Savolax ekonomiska region  och landskapet Norra Savolax, i den centrala delen av landet, 300 km norr om huvudstaden Helsingfors. 